# Alysicarpus luteovexillatus
Alysicarpus luteovexillatus là một loài thực vật có hoa trong họ Đậu. Loài này được Naik & Pokle miêu tả khoa học đầu tiên.